# ルシアン・ブラシュチック
ルシアン・ブラシュチック（ポーランド語: Lucjan Błaszczyk 1974年12月28日)はポーランドの卓球選手。他にボワスチックという表記がされることもある。

## 略歴
1992年に開催されたヨーロッパ卓球ジュニアユース選手権や1994年のヨーロッパ卓球選手権になど出場し、経験を深めていく。若い頃は日の目を見る事は無かったが、歳を重ねると共に成績も向上してゆく。
そして迎えた2004年のアテネオリンピックのダブルスでKRZESZEWSKIとペアを組み、台湾の蔣澎龍と荘智淵のペアを破るなど活躍して準々決勝にまで進出した。
世界選手権上海大会での男子シングルス3回戦ではドイツのシュテガーと激しい打ち合いを繰り広げた。

## プレースタイル
相手の意表をつくプレーやエロワのような独特のフォームから繰り出されるトリッキーな両ハンドドライブが持ち味。

## 主な戦績
- 1994年
  - ヨーロッパ選手権バーミンガム大会 混合ダブルス ベスト4
- 1996年
  - ヨーロッパ選手権ブラチスラヴァ大会 男子ダブルス準優勝（アンジェイ・グルッバと）、混合ダブルス ベスト4
- 1997年
  - 第44回世界選手権マンチェスター大会 男子シングルス ベスト16
- 1998年
  - ヨーロッパ選手権アイントホーフェン大会 男子団体準優勝
- 1999年
  - 第45回世界選手権アイントホーフェン大会 男子シングルス ベスト16
- 2002年
  - ヨーロッパ選手権ザグレブ大会 男子ダブルス準優勝、混合ダブルス優勝（シャリャン・ニと）
- 2003年
  - ヨーロッパ選手権クールマイヨール大会 混合ダブルス ベスト4（オティリア・バデスクと）
- 2004年
  - アテネオリンピック 男子ダブルス ベスト8
- 2005年
  - 第48回世界選手権上海大会 男子シングルス ベスト16
- 2007年
  - ヨーロッパ選手権ベオグラード大会 男子ダブルス準優勝（譚瑞午と）
- 2008年
  - ITTFプロツアー・ドイツオープン 男子団体優勝
  - ITTFプロツアー・ポーランドオープン 男子ダブルス優勝
- 2009年
  - ヨーロッパ選手権シュトゥットガルト大会 男子ダブルス準優勝